# Девід Герд
Девід Герд (англ. David Herd, 15 квітня 1934, Гамільтон — 1 жовтня 2016) — шотландський футболіст, що грав на позиції нападника, зокрема за клуби «Арсенал» та «Манчестер Юнайтед», а також за національну збірну Шотландії.
По завершенні ігрової кар'єри — тренер.

## Клубна кар'єра
У дорослому футболі дебютував 1951 року виступами за третьолігову команду «Стокпорт Каунті», в якій провів три сезони, взявши участь у 15 матчах чемпіонату. 
Своєю грою за цю команду привернув увагу представників тренерського штабу лондонського «Арсенала», до складу якого приєднався 1954 року. Спочатку був резервним гравцем, а по ходу сезону 1956/57 виборов конкуренцію за місце в основному складі. Загалом відіграв за «канонірів» наступні сім сезонів своєї ігрової кар'єри. У складі лондонського «Арсенала» був одним з головних бомбардирів команди, маючи середню результативність на рівні 0,58 гола за гру першості.
1961 року уклав контракт з клубом «Манчестер Юнайтед», у складі якого провів наступні сім років своєї кар'єри гравця. Граючи у складі «Манчестер Юнайтед» також здебільшого виходив на поле в основному складі команди. В новому клубі був серед найкращих голеодорів, відзначаючись забитим голом в середньому щонайменше у кожній другій грі чемпіонату. Манкуніанці у той період були серед лідерів англійського футболу, і Герд у їх складі двічі виборював титул чемпіона Англії, ставав володарем Кубка Англії з футболу, володарем Суперкубка Англії з футболу (двічі), а також володарем Кубка чемпіонів УЄФА в сезоні 1967/68.
Протягом 1968—1970 років захищав кольори клубу «Сток Сіті», а завершував ігрову кар'єру у «Вотерфорд Юнайтед», за який виступав протягом 1970—1971 років.

## Виступи за збірну
1958 року дебютував в офіційних матчах у складі національної збірної Шотландії.
Загалом протягом чотирирічної кар'єри в національній команді провів у її формі 5 матчів, забивши 3 голи.

## Кар'єра тренера
Розпочав тренерську кар'єру відразу ж по завершенні кар'єри гравця, 1971 року, очоливши тренерський штаб клубу «Лінкольн Сіті», з яким пропрацював протягом сезону.
Помер 1 жовтня 2016 року на 83-му році життя.

## Титули і досягнення
- Чемпіон Англії (2):

«Манчестер Юнайтед»: 1964-1965, 1966-1967
- Володар Кубка Англії з футболу (1):

«Манчестер Юнайтед»: 1962-1963
- Володар Суперкубка Англії з футболу (2):

«Манчестер Юнайтед»: 1965, 1967
- Володар Кубка чемпіонів УЄФА (1):

«Манчестер Юнайтед»: 1967-1968